# Cousinita
La cousinita és un mineral de la classe dels sulfats. Rep el seu nom en honor de Jules Cousin (1884–1965), president del Consell d'Administració de la Unió
Minera d'Alt Katanga, al Congo.

## Característiques
La cousinita és un sulfat de fórmula química MgU₂Mo₂O11·6H₂O. Podria tractar-se possiblement d'una umohoïta amb magnesi. L'Associació Mineralògica Internacional té reconeguda aquesta espècie com a vàlida, tot i que és qüestionable, i nous anàlisi amb mètodes més moderns són necessaris. Cristal·litza en el sistema monoclínic, formant cristalls prims, laminars.
Segons la classificació de Nickel-Strunz, la cousinita pertany a «07.H - Urani i uranil molibdats i wolframats, Amb U4+» juntament amb els següents minerals: sedovita i moluranita.

## Formació i jaciments
Es troba com un producte d'alteració del mineral d'urani que conté molibdè. Sol trobar-se associada a altres minerals com: uraninita, molibdenita i wulfenita. Va ser descoberta l'any 1958 a la mina Kasolo, a Shinkolobwe, Katanga (República Democràtica del Congo), l'únic indret on ha estat trobada.